# خوسه رامون اوریارته
خوسه رامون اوریارته (اسپانیایی: José Ramón Uriarte‎؛ زادهٔ ۲۱ ژانویهٔ ۱۹۶۷) دوچرخه‌سوار اهل اسپانیا است. وی در مسابقات تور دو فرانس و جیرو دیتالیا شرکت کرده است.